# استئوبلاست
در دانش ارتوپدی(اَرتاپزشکی)، به یاخته‌هایی که استخوان‌های جدید می‌سازند، استخوان‌ساز یا استئوبلاست (osteoblast) می‌گویند.
استئوبلاست‌ها سلول‌هایی هستند که بخش ماتریکس پروتئینی استخوان مانند کلاژن
و ماتریکس‌های بین سلولی را می‌سازند. این سلول‌ها به صورت معمول همواره در حال ساخت استخوان هستند و چون از سوی دیگر استئوکلاست‌ها نیز همیشه فعال‌اند، برآیند فعالیت این دو نوع سلول بازسازی مداوم استخوان است.

## سلول‌شناسی
سلول‌هایی چندضلعی با آنزیم فسفاتاز قلیایی فراوان و هسته‌ای که در خارج از مرکز سلول قرار دارد. این سلول‌ها در محلی که فعالیت استخوان‌سازی زیاد است فراوان‌اند و دارای شبکه آندوپلاسمی ناصاف و دستگاه گلژی هستند. این دو ارگان نشان دهنده فعالیتهای ترشحی‌اند، به همین دلیل حبابهای ترشحی بسیاری در این سلولها دیده می‌شود.
هنگام فعالیت، تعدادی از استئوبلاست‌ها به صورت سلول‌های اجدادی استخوان ذخیره می‌شوند. اینها با وجود آنزیم فسفاتاز قلیایی، قادرند ماده زمینه‌ای بسازند و به همین دلیل سلول‌های سازنده خوانده می‌شوند.

## تنظیم فعالیت
این سلول‌ها تحت تأثیر برخی عوامل مانند هورمون پاراتیروئید فعالیت بیشتری می‌یابند یا برعکس.

## نگارخانه

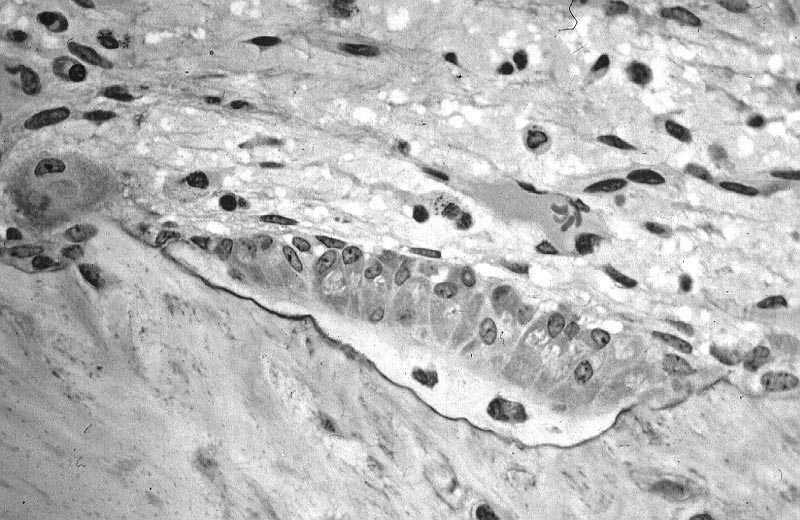
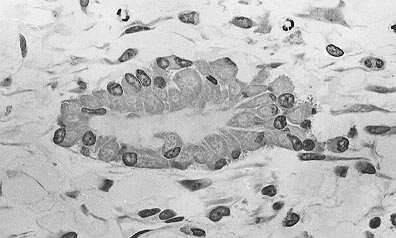
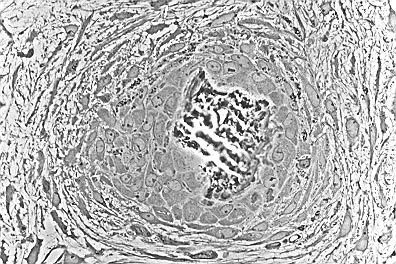
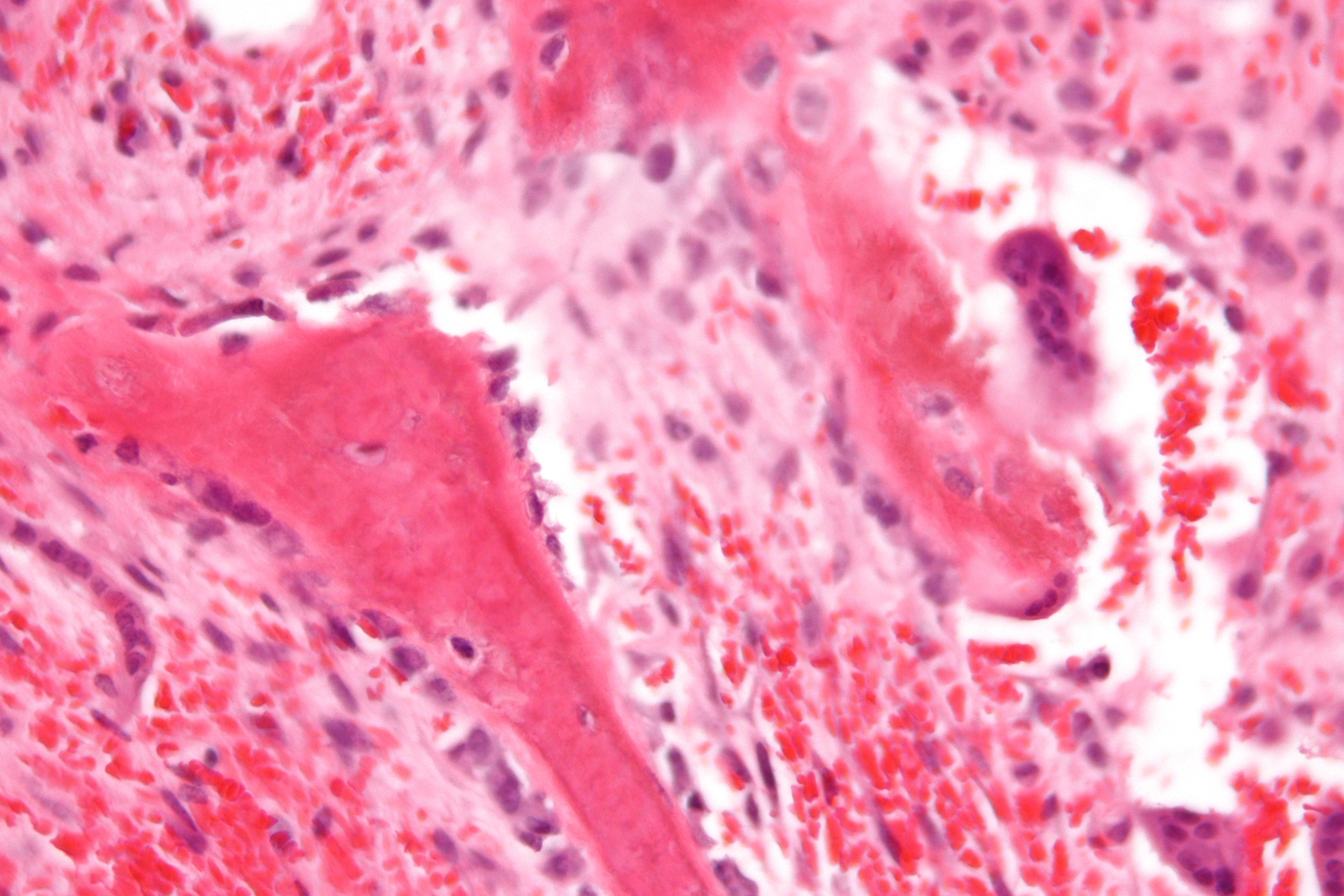
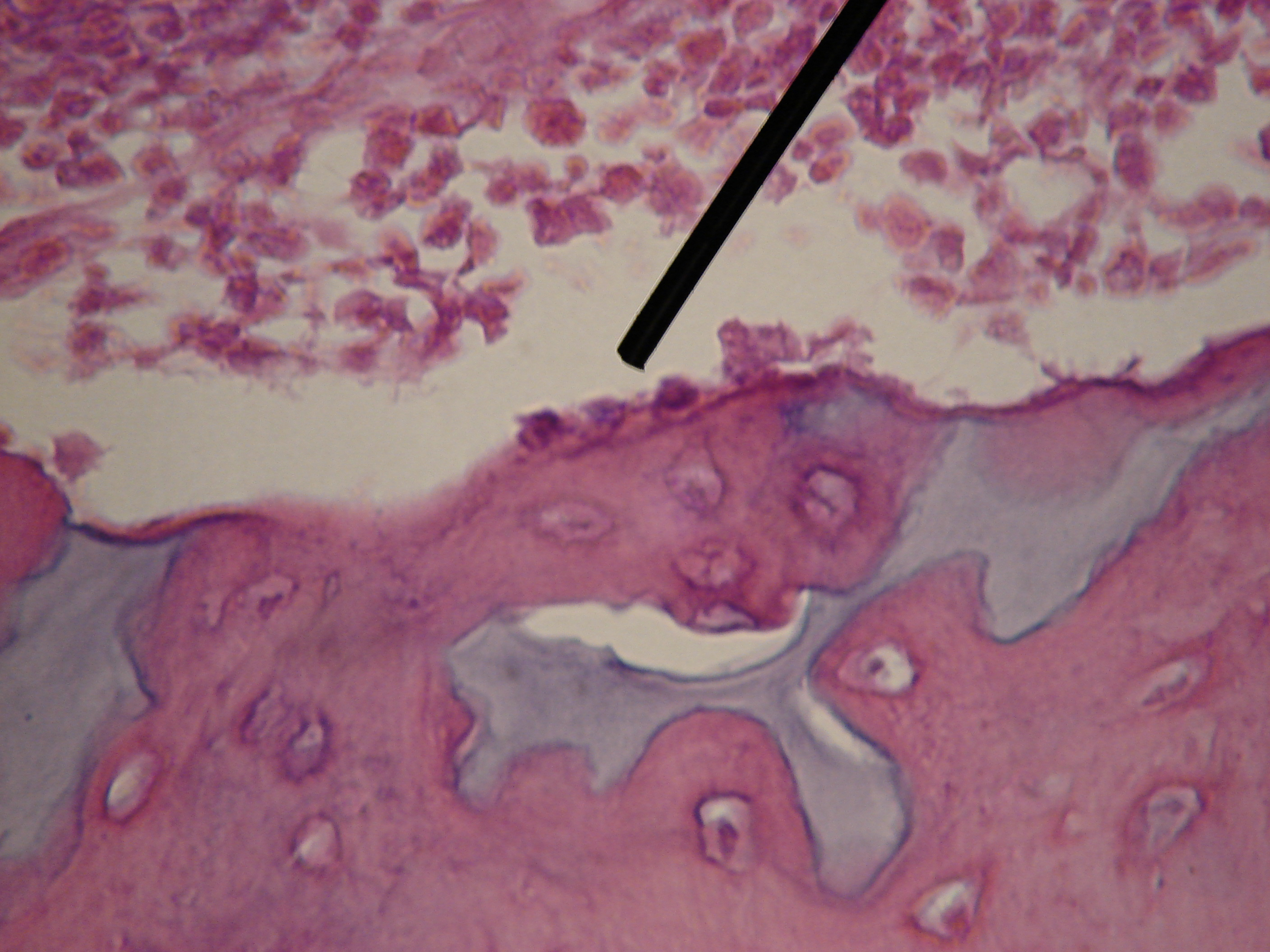